# USS Lexington (CV-16)
USS Lexington (CV-16) je letadlová loď Námořnictva Spojených států, která působila ve službě v letech 1943–1991 a která od roku 1992 funguje jako muzeum v Corpus Christi. Jedná se o osmou postavenou jednotku třídy Essex (šestou ve verzi s krátkým trupem).
Původně byla pojmenovaná jako USS Cabot. Její stavba byla zahájena 15. července 1941 v loděnici Fore River Shipyard v Quincy v Massachusetts. V červnu 1942 byla přejmenována na USS Lexington na památku letadlové lodi USS Lexington (CV-2) potopené o měsíc dříve. K jejímu spuštění na vodu došlo 26. září 1942, do služby byla zařazena 17. února 1943. Během druhé světové války působila v řadě operací, zúčastnila se např. bitvy ve Filipínském moři a bitvy u Leyte. Po skončení války byla roku 1947 odstavena do rezerv. Roku 1952 byla překlasifikována na útočnou letadlovou loď CVA-16 a v letech 1953–1955 podstoupila modernizační programy SCB-27C a SCB-125 (mj. úhlová letová paluba) a vrátila se zpět do aktivní služby.
V roce 1962 byla její klasifikace změněna na protiponorkovou letadlovou loď CVS-16, od závěru toho roku však sloužila jako cvičné plavidlo v Mexickém zálivu, kde vystřídala USS Antietam. Ke změně její klasifikace došlo o sedm let později, kdy byla označena jako cvičná letadlová loď CVT-16. Po vyřazení USS Oriskany roku 1976 zůstala poslední sloužící lodí třídy Essex v americkém námořnictvu. V roce 1978 byla překlasifikována na pomocnou přistávací cvičnou loď AVT-16 a takto působila až do roku 1991, kdy byla 8. listopadu vyřazena. Od roku 1992 zůstala zachována jako muzeum kotvící v Corpus Christi v Texasu.